# Cooper Standard Automotive
Cooper Standard Automotive Inc. er en amerikansk producent af systemer og komponenter til bilindustrien. Cooper Standard har ca. 32.000 ansatte i 20 lande.